# Amatol
Amatol is een krachtig explosief materiaal, bestaand uit TNT (Trinitrotolueen) en ammoniumnitraat. Amatol werd gebruikt tijdens de Eerste en de Tweede Wereldoorlog. Het werd later vervangen door alternatieven zoals Composition B, torpex en tritonal.

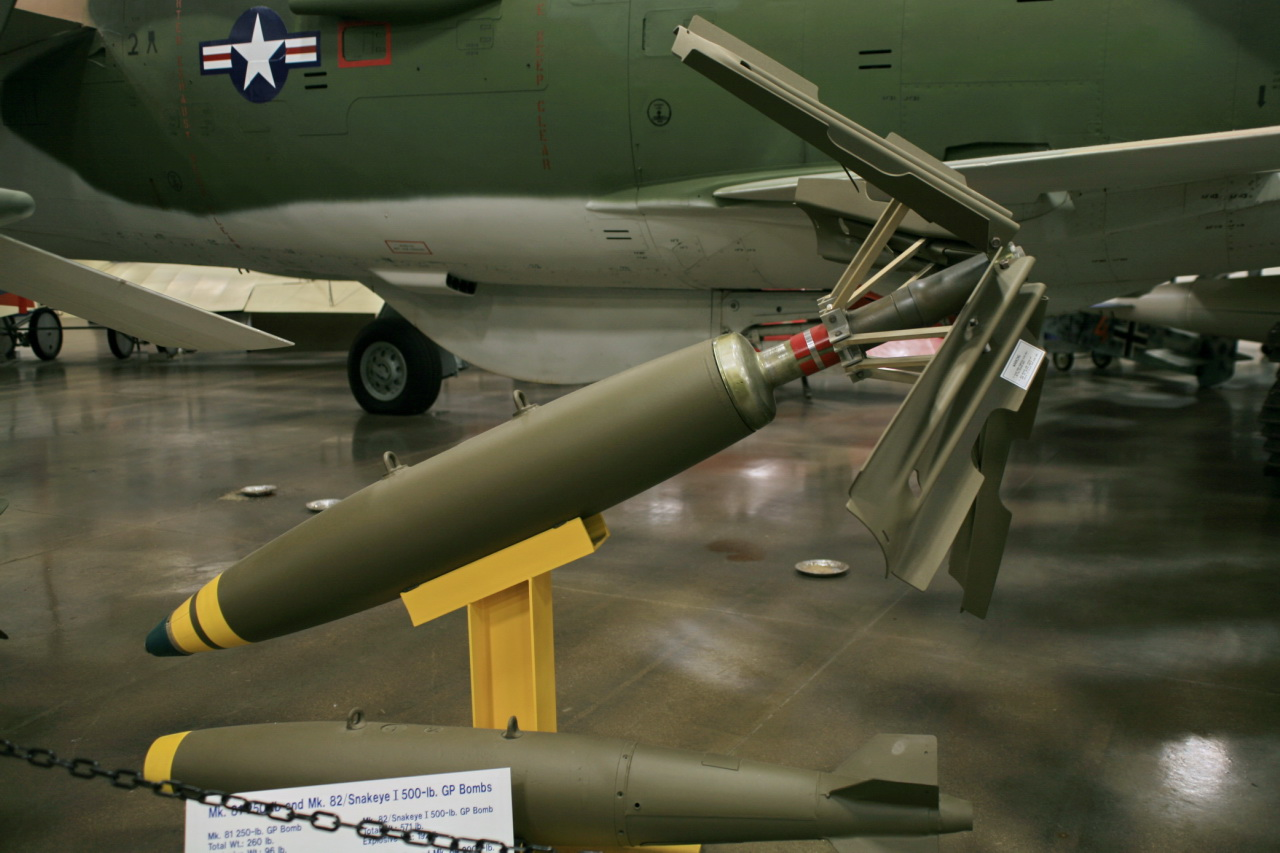
Mk. 82 bom met amatollading

## Geschiedenis
Amatol werd voornamelijk gebruikt in militaire wapens, zoals vliegtuigbommen, granaten, diepte- en zeemijnen. Amatol maakt gebruik van de synergie tussen TNT en ammoniumnitraat: TNT heeft een hoge detonatiesnelheid en goede brisantie, maar is relatief duur en complex om te maken en heeft voor een reactie met volledige verbranding ook een tekort aan zuurstof. Dit zuurstofgebrek kan worden afgeleid uit de zwarte rook (roet, zuivere koolstof) van een pure TNT-explosie. In vergelijking met TNT heeft ammoniumnitraat een vrij lage detonatiesnelheid en een minder brisante ontploffing. Belangrijk is dat het een overschot aan zuurstof bevat dat kan dienen om het koolstofoverschot van TNT te neutraliseren tijdens de ontploffing. Afhankelijk van de verhouding van de gebruikte ingrediënten laat amatol een wolk zien van witte of grijze rook na de detonatie. 
Bestaande voorraden TNT konden worden aangelengd met het goedkope en zeer eenvoudig te maken ammoniumnitraat zonder veel aan explosiekracht te verliezen, mits het aandeel TNT niet onder de 60% daalde.

## TNT-verschillen
Typische gewichtsverhoudingen van TNT en ammoniumnitraat voor militaire amatol zijn als volgt:
- 80:20 - zeer hoog rendement
- 60:40 - hoog rendement
- 50:50 - detonatiesnelheid van ongeveer 6.000 meter/sec.
- 20:80 - laagste graad van de amatolsamenstelling

Het amatolproductieproces was erg simpel - nog een reden waarom het zo populair was tijdens grote conflicten: TNT werd zachtjes verhit totdat het smolt, en de gewenste stroperigheid kreeg. Daarna werd de juiste gewichtsverhouding van ammoniumnitraat in poedervorm toegevoegd en gemengd. Dit mengsel werd nog steeds in een gesmolten toestand gegoten in lege bomomhulsels, waarna men men het liet afkoelen en hard worden. Alleen de laagste graad van amatol (bijvoorbeeld 20:80) kan niet worden geproduceerd door het gieten van gesmolten TNT. In plaats daarvan werd de TNT in vlokvorm grondig gemengd met poedermelkachtige ammoniumnitraat en vervolgens gecomprimeerd (samengedrukt) of geëxtrudeerd (samengeperst).
De kleur van amatol varieert van gebroken wit tot lichtgeel of rozebruin, afhankelijk van het gebruikte mengsel, en het blijft zacht, ook bij langdurige opslag. Het is echter ook hygroscopisch, hetgeen voor langdurige bewaring bezwaarlijk is. Om vochtproblemen te voorkomen, werd het bedekt met een dun laagje zuivere gesmolten TNT of bitumen. Langdurig opgeslagen amatol werd zelden een probleem tijdens grote conflicten, omdat munitie met amatol over het algemeen al kort na de fabricage gebruikt werd.
Amatol dient niet te worden opgeslagen in containers, vervaardigd uit koper of messing, aangezien dit tot  gevaarlijke mengsels kan leiden. Het is relatief stabiel, maar kan ontploffen door krachtige energieinwerking.
Primaire explosieven zoals kwikfulminaat in poedervorm werden vaak gebruikt als ontsteker, in combinatie met een tussenlading van bijvoorbeeld tetryl.

## Tweede Wereldoorlog
De explosieven die waren verborgen in de oude torpedojager, HMS Campbeltown, tijdens de Raid op Saint-Nazaire in Operatie Chariot van 28 maart 1942, bevatten amatol. Verder gebruikten de Britse X-boot-klasse mini-onderzeeërs in september 1943 als explosieve ladingen twee langzijhangende bommijnen met een totaalgewicht van 4 ton amatol onder het Duitse slagschip Tirpitz. De X-6 en X-7 slaagden er toen in onder het slagschip op de fjordbodem, de bommijnen te droppen. De explosie was nadien enorm zodat het slagschip zich uit zijn ankers trok, iedereen onderuit sloeg en enkele matrozen gedood werden. In de machinekamer waren de ketels en machines ontzet en was de kiel duchtig beschadigd. Toen de Royal Air Force op 12 november 1944 de Tirpitz had gebombardeerd en liet kapseizen, zagen de Britse piloten de provisorisch herstelde buik van het slagschip.
Koppen voor de Duitse "vliegende bommen" de V-1-bommen en V-2-raketten bevatten ook amatol.

## Ammonite
Amatol komt men heden nog zelden tegen behalve in achtergebleven- of niet geëxplodeerde munitie. Er is echter nog een vorm van amatol en dit bestaat nog steeds onder een andere naam: ammonite.
Ammonite is een explosieve samenstelling, meestal bestaande uit een 20/80 mengsel van TNT en ammoniumnitraat. Meestal wordt het gebruikt voor delfstoffen of in de mijnbouw. Het is een explosief mengsel dat populair is in Oost-Europa en China.
Omdat het aandeel van TNT beduidend lager ligt dan in de militaire tegenhanger, heeft ammonite een veel mindere vernietigingskracht. Echter, gezien de specifieke doeleinden waarvoor ammonite wordt gebruikt, vormt dit geen probleem. In het algemeen is 30 kg ammonite ongeveer gelijk aan 20 kg TNT.